# Еврипонт
Еврипонт (ионич. Еврифонт, другая транскрипция Эврипонт, др.-греч. Εὐρυπῶν, или Эвритион, Εὐρῠτίων) — полулегендарный царь Спарты. Сын Прокла либо Соя. От него названа династия спартанских царей Еврипонтиды (или Эврипонтиды).
Согласно Плутарху, первым стал заискивать перед толпой, ослабив царскую власть. Воевал с аркадянами, от которых потребовал изгнать убийц своего соправителя Агиса I, чем вызвал раздор среди врагов и захватил Мантинею.